# کارل یاکوب سوندوال
کارل یاکوب سوندوال (سوئدی: Carl Jakob Sundevall؛ ۲۲ اکتبر ۱۸۰۱ – ۲ فوریهٔ ۱۸۷۵) یک پرنده‌شناس اهل سوئد بود.